# Victor Papanek
Victor J. Papanek (22. listopadu 1923, Vídeň – 10. ledna 1998, Lawrence, Kansas) byl rakousko-americký designer a pedagog.

## Život
Narodil se roku 1923 ve Vídni, ale už když mu bylo 7 let, odešla jeho rodina do USA. Zde se stal designérem – praktikem, ale i teoretikem a filosofem designu. Působil jako učitel designu na univerzitách a byl členem společností designu po celém světě, hodně cestoval a často dlouhodobě pobýval mimo USA, zejména ve Skandinávii. Byl praktikem i teoretikem společensky a ekologicky zodpovědného, humanitárního designu, do hloubky se zabýval designem pro třetí svět i pro různě handicapované skupiny lidí. Při některých ze svých projektů pro třetí svět spolupracoval i s Organizací OSN pro výchovu, vědu a kulturu – UNESCO. Mezi jeho významné spisy patří vedle knihy Design for the Real World také Nomadic Furniture (1973), How Things Don’t Work (1977), Design for Human Scale (1983) a Viewing the World Whole (1983). Zemřel v roce 1998.